# 39 Pułk Piechoty Cesarstwa Austriackiego
39 Pułk Piechoty Cesarstwa Austriackiego – jeden z austriackich pułków piechoty okresu Cesarstwa Austriackiego.
Okręg poboru: Węgry.

## Mundur
- Typ: węgierski
- Bryczesy: błękitne
- Wyłogi: szkarłat
- Guziki: białe

## Garnizony
- 1806 Stuhlweissenburg/ Székesfehérvár
- 1807 Kraków
- 1808 Mistelbach
- 1810 Ofen/ Buda/ część Budapesztu
- 1812 Lemberg/ Lwów
- 1814 Wenecja
- 1814 Piacenza, Cremona